# Acabyara aruama
Acabyara aruama är en skalbaggsart som beskrevs av Dilma Solange Napp och Martins 2006. Acabyara aruama ingår i släktet Acabyara och familjen långhorningar. Inga underarter finns listade i Catalogue of Life.